# Billard A 150 D1
Le Billard A 150 D1 est un autorail construit par les Établissements Billard.

## Histoire
Les Tramways d'Ille-et-Vilaine (TIV) prennent livraison en 1935 de six autorails numérotés AM20 à AM25. L'autorail AM 21 est détruit durant la guerre de 39-45.
À la fermeture du réseau, les 5 véhicules restants sont mutés sur le réseau breton où ils sont transformés en remorque et renumérotés de R5 à R9.

## Caractéristiques
| Longueur hors caisse / hors tout [mm] | 12 070 / 12 974 |
| Largeur hors caisse / hors tout [mm]  | 2 300 / ID.     |
| Entraxes bogies [mm]                  | 8 100           |
| Porte-à-faux avant hors caisse [mm]   | 2 200           |
| Porte-à-faux arrière hors caisse [mm] | 1 770           |
| Places assises                        |                 |

## Matériel préservé
| Illustration | Entité                                                                        | Numéro TIV | Numéro RB | État                             |
| ------------ | ----------------------------------------------------------------------------- | ---------- | --------- | -------------------------------- |
|              | Musée des tramways à vapeur et des chemins de fer secondaires français (MTVS) | AM 20      | R5        | À restaurer                      |
|              | Chemin de fer de la baie de Somme (CFBS)                                      | AM 23      | R6        | À restaurer                      |
|              | particulier                                                                   | AM 25      | R9        | véhicule remotorisé, devenu X153 |